# Gran Premio de Francia de Motociclismo de 1964
El Gran Premio de Francia de Motociclismo de 1964 fue la tercera prueba de la temporada 1966 del Campeonato Mundial de Motociclismo. El Gran Premio se disputó el 17 de mayo de 1964 en el Circuito Clermont Ferrand.

## Resultados 250cc
En el cuarto de litro, Phil Read ganó su primera carrera con la nueva Yamaha RD 56 con siete cambios. Luigi Taveri con la Honda RC 164 y Bert Schneider, que logró uno de los pocos resultados razonables para Suzuki RZ 64, acabron segundo y tercero respectivamente.
| Pos. | Piloto               | Moto      | Tiempo       | Pts. |
| ---- | -------------------- | --------- | ------------ | ---- |
| 1    | Phil Read            | Yamaha    | 1h 03' 46" 2 | 8    |
| 2    | Luigi Taveri         | Honda     | +1'41" 2     | 6    |
| 3    | Bert Schneider       | Suzuki    | +2'57" 1     | 4    |
| 4    | Bruce Beale          | Honda     | +1 Vuelta    | 3    |
| 5    | Ernst Weiss          | Honda     | +2 Vueltas   | 2    |
| 6    | Roger Mailles        | Morini    | +2 Vueltas   | 1    |
| Ret  | Jim Redman           | Honda     | Ret          |      |
| Ret  | Frank Perris         | Suzuki    | Ret          |      |
| Ret  | Hugh Anderson        | Suzuki    | Ret          |      |
| Ret  | Rex Avery            | Yamaha    | Ret          |      |
| Ret  | Jean-Pierre Beltoise | Bultaco   | Ret          |      |
| Ret  | Jan Brening          | Yamaha    | Ret          |      |
| Ret  | Roger Chevalier      | Aermacchi | Ret          |      |
| Ret  | Jean-Claude Guenard  | Aermacchi | Ret          |      |
| Ret  | Antoine Paba         | Aermacchi | Ret          |      |
| Ret  | Roberto Patrignani   | Aermacchi | Ret          |      |
| Ret  | Martin Sicheneder    | Lube      | Ret          |      |
| DNS  | Tarquinio Provini    | Benelli   | DNS          |      |
| DNS  | Alan Shepherd        | MZ        | DNS          |      |
| DNQ  | Jack Ahearn          | Suzuki    | DNQ          |      |
| DNQ  | Guy Bertrand         | -         | DNQ          |      |
| DNQ  | Jean Mouliere        | -         | DNQ          |      |
| DNQ  | Michel Barone        | -         | DNQ          |      |
| DNQ  | René Barone          | -         | DNQ          |      |
|      | Fuente:              |           |              |      |

## Resultados 125cc
El líder de la Copa Mundial Hugh Anderson (Suzuki) se retiró, al igual que el piloto de Honda Jim Redman. Luigi Taveri (Honda) ganó su segunda carrera por delante de Bert Schneider y Frank Perris (ambos con Suzuki). Kunimitsu Takahashi terminó cuarto, pero fue su última carrera ya que fue despedido por Honda.
| Pos. | Piloto               | Moto    | Tiempo     | Pts. |
| ---- | -------------------- | ------- | ---------- | ---- |
| 1    | Luigi Taveri         | Honda   | 53' 17" 6  | 8    |
| 2    | Bert Schneider       | Suzuki  | +21" 1     | 6    |
| 3    | Frank Perris         | Suzuki  | +49" 3     | 4    |
| 4    | Kunimitsu Takahashi  | Honda   | +1' 13" 9  | 3    |
| 5    | Jean-Pierre Beltoise | Bultaco | +3' 54" 2  | 2    |
| 6    | Roland Föll          | Honda   | +4' 17" 8  | 1    |
| 7    | Chris Vincent        | Honda   | +1 Vuelta  |      |
| 8    | Jack Ahearn          | Honda   | +1 Vuelta  |      |
| 9    | Manfred Magnus       | Honda   | +1 Vuelta  |      |
| 10   | André Bellone        | Honda   | +1 Vuelta  |      |
| 11   | Arthur Fegbli        | Honda   | +1 Vuelta  |      |
| 12   | Vidar Granum         | Bultaco | +2 Vueltas |      |
| 13   | William Sharp        | Bultaco | +2 Vueltas |      |
| 14   | Jan Brening          | Honda   | +4 Vueltas |      |
| 15   | Michel Barone        | Bultaco | +4 Vueltas |      |
| Ret  | Rex Avery            | EMC     | Ret        |      |
| Ret  | Hans-Georg Anscheidt | Bultaco | Ret        |      |
| Ret  | Bruce Beale          | Honda   | Ret        |      |
| Ret  | Martin Sicheneder    | Lube    | Ret        |      |
| Ret  | Jim Redman           | Honda   | Ret        |      |
| Ret  | Hugh Anderson        | Bultaco | Ret        |      |
| DNS  | Alan Shepherd        | MZ      | DNS        |      |
| DNS  | Ralph Bryans         | Honda   | DNS        |      |
| DNQ  | Jean Auréal          | -       | DNQ        |      |
| DNQ  | Jean Moliere         | -       | DNQ        |      |

## Resultados 50cc
El líder de la Copa Mundial Hugh Anderson (Suzuki) se retiró, al igual que el piloto de Honda Jim Redman. Luigi Taveri (Honda) ganó su segunda carrera por delante de Bert Schneider y Frank Perris (ambos con Suzuki). Kunimitsu Takahashi terminó cuarto, pero fue su última carrera ya que fue despedido por Honda.
| Pos. | Piloto                 | Moto     | Tiempo  | Pts. |
| ---- | ---------------------- | -------- | ------- | ---- |
| 1    | Hugh Anderson          | Suzuki   | 36' 31" | 8    |
| 2    | Hans-Georg Anscheidt   | Kreidler | +27" 8  | 6    |
| 3    | Jean-Pierre Beltoise   | Kreidler |         | 4    |
| 4    | José Maria Busquets    | Derbi    |         | 3    |
| 5    | Isao Morishita         | Honda    |         | 2    |
| 6    | Tarquinio Provini      | Kreidler |         | 1    |
| 7    | Jean-Claude Cachou     | Derbi    |         |      |
| 8    | Daniel Crivello        | Derbi    |         |      |
| 9    | Pierre Viura           | Nougier  |         |      |
| 10   | André Roth             | Tohatsu  |         |      |
| 11   | Jean Mouliere          | Derbi    |         |      |
| Ret  | René Metge             | -        | Ret     |      |
| Ret  | Jean-Pierre Cassegrain | -        | Ret     |      |
| Ret  | Umberto Masetti        | Derbi    | Ret     |      |
| Ret  | Jacques Roca           | Derbi    | Ret     |      |
| Ret  | Ralph Bryans           | Honda    | Ret     |      |
| Ret  | Mitsuo Itoh            | Suzuki   | Ret     |      |
| Ret  | Luigi Taveri           | Kreidler | Ret     |      |
| DNS  | Kuninitsu Takahashi    | Honda    | DNS     |      |
| DNS  | Ángel Nieto            | Derbi    | DNS     |      |
| DNS  | Jörg Leu               | -        | DNS     |      |
| DNS  | Alan Shepherd          | MZ       | DNS     |      |
| DNQ  | Bernard Hausel         | Kreidler | DNQ     |      |
| DNQ  | André Millard          | Itom     | DNQ     |      |